# Walter Kruspig
Walter Kruspig (* 4. November 1894 in Erfurt; † 16. September 1939 in Kronstadt, Königreich Rumänien) war ein deutscher Unternehmer der Mineralölindustrie.

## Leben
Kruspig war ein Sohn des Kaufmanns Karl Hermann Kruspig (1863–1929) und dessen Ehefrau Emma Pauline, geborene Sperlich († 1934). Seine akademische Ausbildung schloss er mit einer Promotion zum Dr. rer. pol. ab. Während des Ersten Weltkriegs war er in kriegswirtschaftlichen Organisationen tätig. Bei Kriegsende trat er als Syndikus bei den Ölwerken Stern-Sonneborn AG (Ossag) in Hamburg ein und wurde Assistent von Direktor Otto Stern (1890–1946). Dieses Unternehmen war auf Schmieröle spezialisiert. 1920 heiratete Kruspig Helene „Ellen“ Blohm (1900–1950). Das Paar bekam eine Tochter.
1924 übernahm die Bataafse Petroleum Maatschappij, niederländische Tochtergesellschaft der Shell-Gruppe, die Mehrheit der Anteile der Ossag vom bisherigen Großaktionär Jacques Sonneborn. Kruspig, damals tätig im Firmensitz Ballinhaus, hatte den Auftrag, die Vereinigung der Ossag mit der Mineralölwerke Rhenania AG zur Rhenania-Ossag vorzubereiten. Dies diente insbesondere dazu, im Wettbewerb mit der Deutsch-Amerikanischen Petroleum Gesellschaft (DAPG, später Esso, heute ExxonMobil) besser bestehen zu können. 1925 kam die Vereinigung zustande. 1927 wurde Kruspig unter Heinrich Späth (1869–1940) in die Firmenleitung der Rhenania-Ossag berufen. Dies war mit einem Umzug nach Düsseldorf verbunden. Dort war er zunächst für Verwaltung und Personalfragen zuständig. 1930, mit 35 Jahren, folgte er Späth als Generaldirektor des Unternehmens.

Shell-Logo, Produktmarke der Rhenania-Ossag, 1927

Unter Kruspigs Leitung übernahm die vormalige Rhenania-Treibstoffmarke „Stellin“ die internationale Markenbezeichnung „Shell“. 1927 bewog er die Shell-Gruppe, in Harburg die damals größte Raffinerie des Deutschen Reichs zu bauen. Die 1929 eröffnete Großraffinerie verarbeitete überwiegend venezolanisches Erdöl und stellte daraus neben Treibstoffen und Heizöl Bitumen für den im Aufschwung befindlichen Straßenbau her. 1930 regte Kruspig die Gründung der Arbeitsgemeinschaft der Bitumen-Industrie an, an der sich sechs Mineralölunternehmen beteiligten. Er übernahm den Vorsitz.
Im Hause Späths lernte das Ehepaar Kruspig 1927 den Düsseldorfer Künstler Werner Peiner und seine Ehefrau kennen. Aus dem Kontakt erwuchs eine enge Freundschaft, die die wirtschaftliche Lage, die soziale Vernetzung und die Pläne des jungen Künstlers begünstigte. Die Ehepaare unternahmen gemeinsame Urlaubsreisen. Kruspig trat zum 1. Mai 1933 der NSDAP bei (Mitgliedsnummer 3.001.994). Kruspigs Beziehung zum NS-Politiker Hermann Göring ermöglichte es Peiner, ab 1936 die Hermann-Göring-Meisterschule für Malerei in Kronenburg in der Eifel zu verwirklichen.

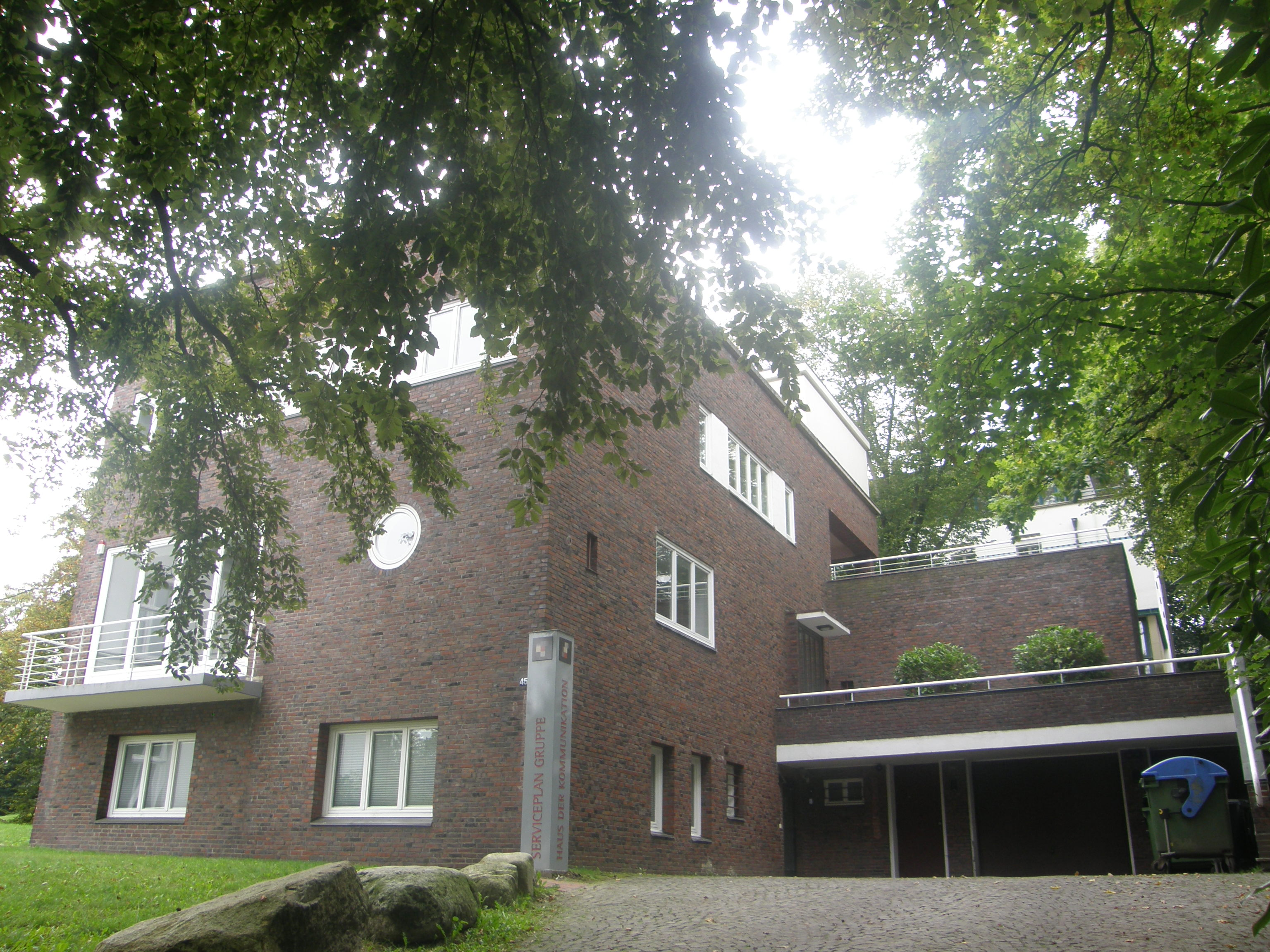
Emil Fahrenkamp: Wohnhaus für Dr. Walter Kruspig, 1930–1931, Harvestehuder Weg 45, Hamburg

Weitere Düsseldorfer Künstler, die durch Kruspig gefördert wurden, waren der Architekt Emil Fahrenkamp, der nach einer intensiven Wettbewerbsphase in den Jahren 1924 bis 1929 ab 1930 für die Rhenania-Ossag das Shell-Haus am Tirpitzufer in Berlin erbaute, und der Architekt Rudolf Brüning, der 1929 bis 1931 ein entsprechendes Verwaltungsgebäude der Rhenania-Ossag am Alsterufer in Hamburg errichtete. Fahrenkamp bekam auch den Auftrag, für Kruspig in Kronenburg, dem Wohnsitz Peiners, ein mit Reet gedecktes Landhaus und 1930 in Hamburg-Harvestehude ein luxuriöses, mehrgeschossiges Wohnhaus aus Backstein im Stil der Neuen Sachlichkeit zu bauen.
In den 1930er Jahren lenkte Kruspig sein Unternehmen besonders auf das Gebiet des Schmierölgeschäfts. Auf diesem Sektor stieg seine Firma bis 1934 zum größten Hersteller und Exporteur Deutschlands auf. Zusammen mit der DAPG erwarb er Beteiligungen an der „Gesellschaft für Erdölinteressen mbH“ Hamburg (Gewerkschaft Brigitta, Hannover) und an der Gewerkschaft Deutsche Erdölraffinerie (Deurag, Misburg bei Hannover). Ende der 1930er Jahre stieg Kruspigs Unternehmen in die synthetische Benzinherstellung ein. Hierzu gründete er 1938 zusammen mit der Standard Oil Company und der I.G. Farben die Hydrierwerke Pölitz AG in Pölitz bei Stettin.
Am Vorabend des Zweiten Weltkriegs wurde die Mineralölbeschaffung zu einem zunehmend wichtigen Anliegen. Der Blick richtete sich auf die damals bedeutende Erdölindustrie des neutralen Königreichs Rumänien. Kruspig konnte dabei auf alte Beziehungen zu Otto Stern zurückgreifen, der ab 1930 in Rumänien die Shell-Tochter Astra-Română SA leitete. Kurz vor Kriegsbeginn drohte diese Verbindung abzureißen. Rumänien weigerte sich, weiter den größten Teil seines Öls an Deutschland zu liefern. Im Auftrag des Reichswirtschaftsministerium reiste Kruspig daher in den ersten Kriegstagen nach Bukarest. Es gelang ihm, eine größere Rohöllieferung zu vereinbaren. Auf der Rückfahrt verunglückte er tödlich mit dem Auto.
Als Kruspig 44-jährig starb, hatte die Rhenania-Ossag mit 11.000 Beschäftigten ihren bis dahin höchsten Personalstand erreicht. Sein Nachfolger als Generaldirektor des Unternehmens wurde Erich Boeder (1897–1976).